# انرژی تجدیدپذیر در ایران

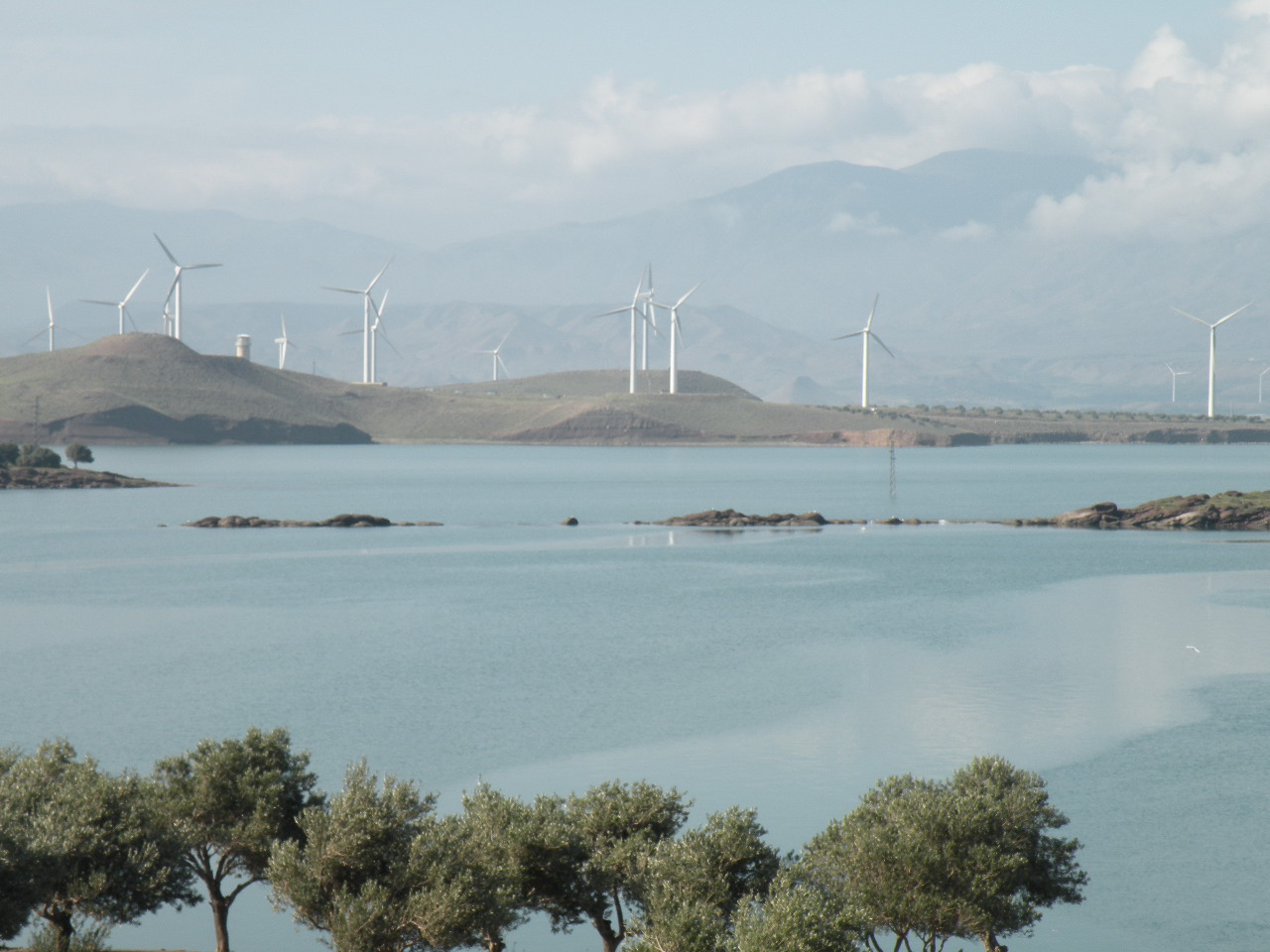
نیروگاه بادی منجیل و رودبار

انرژی تجدیدپذیر در ایران بخشی از تأمین کننده انرژی در ایران است. ایران با دارا بودن چهارمین ذخایر بزرگ نفت و دومین تأمین کننده گاز طبیعی در جهان، یک غول جهانی هیدروکربنی است. با این وجود، علاقه زیادی به منابع انرژی تجدیدپذیر برای بهبود امنیت انرژی، کاهش وابستگی داخلی به هیدروکربن‌ها و برآوردن رشد پیش‌بینی‌شده در تقاضای برق نشان داده شده‌است.
سهم انرژی‌های تجدیدپذیر در ایران تا تیر ۱۴۰۳ معادل ۱۲۳۱ مگاوات شامل: ۴۸/۷٪ خورشیدی (۵۴۸ مگاوات)، ۳۸/۳٪ بادی (۴۱۶.۰۳ مگاوات)،  ۱۰/۵٪ برق آبی کوچک (۱۰۲.۸۷ مگاوات)،۱/۳٪ زیست توده (۱۲.۵ مگاوات)، و ۱٪ توربین انبساطی (۹.۶ مگاوات) بوده است.

## پیش زمینه
ایران دارای سطح بسیار بالایی مصرف انرژی برای سرانه جمعیت است. تخمین زده می‌شود ۸۰ درصد بالاتر از میانگین خاورمیانه باشد. این افزایش به دلیل سطوح بالای یارانه‌های انرژی و سوخت برای مصرف‌کنندگان و مشاغل است که انگیزه ای برای استفاده کارآمد از انرژی ایجاد نمی‌کند.
گاز طبیعی و مشتقات نفتی مانند بنزین و نفت کوره نیروگاه‌های حرارتی سنتی را تأمین می‌کنند که حدود ۹۸ درصد از کل نیاز انرژی ایران را برآورده می‌کند. دو درصد باقی مانده از ترکیبی از انرژی آبی، هسته ای، سوخت‌های زیستی و سایر منابع تجدید پذیر حاصل می‌شود.
اتکای بیش از حد به منابع سوخت فسیلی به دلایلی یک مشکل است. اولاً، ثروت ایران از هیدروکربن‌ها، دولت را به سوبسید شدید برای سوخت‌ها برای مصرف انرژی فردی سوق داده‌است. قیمت بنزین با حدود ۳۲ سنت در لیتر، نزدیک به یک بطری آب معدنی در ایران است و شهروندان با تنها ۴٫۵ سنت به ازای هر کیلووات برق، بسیار کمتر از میانگین جهانی می‌پردازند.
علاوه بر این، ایران سالانه ۳۰ میلیارد دلار برای سوخت زیرساخت‌های نیروگاه حرارتی خود هزینه می‌کند. هر ساله درصد قابل توجهی از این ۳۰ میلیارد دلار را به دلیل زیرساخت‌های قدیمی و ناکارآمد انتقال و توزیع از دست می‌دهد. تقاضا برای برق حدود ۶٫۵ درصد در سال رشد می‌کند. ایران با انتقال به ترکیب انرژی متنوع‌تر دو مزیت عمده را تجربه خواهد کرد. اول، کاهش تقاضای داخلی برای سوخت‌های فسیلی باعث افزایش رقابت در بازارهای جهانی انرژی خواهد شد. به عبارت دیگر، کاهش تقاضای داخلی به ایران این امکان را می‌دهد که بیشتر از ذخایر عظیم نفت و گاز طبیعی خود را به کشورهای مشتری خارج از کشور صادر کند. دوم، کاهش مصرف سوخت داخلی به دولت این امکان را می‌دهد که یارانه‌های پرهزینه خود را کاهش دهد و همزمان تقاضای برق رو به رشد را از طریق R.E پایدارتر و مقرون به صرفه تر تأمین کند.
تحقق این اهداف برای دولت ایران محتمل است زیرا از توپوگرافی سودمندی برای انرژی‌های تجدیدپذیر برخوردار است. در سال ۲۰۱۰، دولت ایران برنامه‌هایی برای ایجاد ۲۰۰۰ مگاوات ظرفیت انرژی‌های تجدیدپذیر بین سال‌های ۲۰۱۰ تا ۲۰۱۵ اعلام کرد. ایران تا سال ۲۰۱۰ دارای ۸۵۰۰ مگاوات ظرفیت برق آبی و ۱۳۰ مگاوات ظرفیت انرژی بادی بود. در سال ۲۰۱۰، شرکت‌های خصوصی قراردادهایی برای ساخت بیش از ۶۰۰ مگاوات سیستم‌های زیست توده و ۵۰۰ مگاوات پروژه‌های جدید انرژی بادی امضا کرده بودند.
ایران همچنین در تلاش کرد تا انرژی‌های تجدیدپذیر را از نظر تجاری قابل دوام کند و وزارت نیرو موظف است انرژی‌های تجدیدپذیر تولید خصوصی را به قیمت بازار جهانی خریداری کند. در سال ۲۰۱۲، ایران ۵۰۰ میلیون یورو از صندوق توسعه ملی برای پروژه‌های انرژی‌های تجدیدپذیر اختصاص داد. همچنین سازمان انرژی‌های تجدیدپذیر ایران (SUNA) با حمایت دولتی از صنعت خورشیدی حمایت می‌کند که وابسته به وزارت نیرو است.
تابستان ۲۰۱۶ مصرف برق ایران به اوج ظرفیت تولید خود (کمی بیش از ۵۱ گیگاوات) رسید. بخش برق ایران در سال‌های آینده با کمبود مواجه خواهد شد زیرا انتظار می‌رود تقاضای برق ایران ۶ درصد در سال رشد کند، اما رشد ظرفیت تولید آن تنها به یک سوم این میزان محدود می‌شود.

## کارهای در دست انجام
دولت ایران در برنامه پنجم توسعه (۱۳۸۹ تا ۱۳۹۴) برنامه‌های خود را برای نصب ۵۰۰۰ مگاوات انرژی تجدیدپذیر با ارائه مشوق‌هایی مانند حداقل نرخ تعرفه به بخش خصوصی برای سرمایه‌گذاری در این بخش اعلام کرد. این هدف در کشوری که بخش انرژی‌های تجدیدپذیر در مراحل ابتدایی خود است، برای دستیابی به آن بسیار بلندپروازانه بود.
تحریم‌های بین‌المللی نیز یکی از عوامل مؤثر در دستیابی ایران به این هدف بود. دولت ایران اکنون هدف جدیدی را در برنامه ششم توسعه خود (۲۰۱۶ تا ۲۰۲۰) در نظر گرفته‌است که در سال ۲۰۱۶ به تصویب مجلس رسید که در این دوره شاهد اقساط ظرفیت تجدیدپذیر ۵۰۰۰ مگاواتی و همچنین برنامه‌ریزی برای ۲۵۰۰ مگاوات اضافی خواهد بود.

## جغرافیا
جغرافیا و اقلیم ایران برای انواع مختلف فناوری انرژی‌های تجدیدپذیر بسیار مناسب است. استان‌های جنوبی ایران مکانی ایده‌آل برای پروژه‌های خورشیدی هستند، زیرا بر روی کمربند خورشیدی جهان قرار دارند و از تابش خورشیدی بالا (تابش اسمی مستقیم تا ۵٫۵ کیلووات ساعت بر متر مربع در روز) و میانگین ۳۰۰ روز آفتابی در سال برخوردار هستند. علاوه بر این، این کشور همچنین پتانسیل تولید ۱٫۴ گیگاوات نیروی بادی را دارد زیرا در یک منطقه کم فشار که توسط مناطق پرفشار احاطه شده‌است و در کریدور اصلی هوای بادها در تابستان و زمستان قرار دارد.

## تولید
شرکت تولید، انتقال، توزیع و مدیریت نیروی برق ایران ("توانیر") تخمین می‌زند که ظرفیت انرژی‌های تجدیدپذیر ایران می‌تواند ۱۰ درصد انرژی مورد نیاز کشور را ظرف ۵ سال تأمین کند.

#### مزارع بادی
- انرژی بادی در ایران
  - مزرعه بادی جرندق
  - مزرعه بادی کهک
  - نیروگاه بادی بینالود
  - نیروگاه بادی طارم
  - نیروگاه بادی منجیل و رودبار

### ایستگاه‌های برق‌آبی
- سد آزاد
- سد ارس
- سد امیرکبیر
- سد بارزو
- سد بختیاری
- سد تاریک
- سد جیرفت
- سد خداآفرین
- سد خرسان ۳
- سد داریان
- سد درودزن
- سد دز
- سد دوستی
- سد رئیس‌علی دلواری
- سد رودبار الیگودرز
- سد زاینده‌رود
- سد سردشت
- سد سفیدرود
- سد سلمان فارسی
- سد سیمره
- سد شوط مغان
- سد شهریار
- سد شهید رجایی
- سد شهید عباسپور
- سد طالقان
- سد قیز قلعه‌سی
- سد کارون ۳
- سد کارون ۴
- سد کرخه
- سد گاوشان
- سد گتوند
- سد لار
- سد لتیان
- سد مارازاد
- سد مارون
- سد مسجدسلیمان
- سد ملاصدرا
- سد مهاباد
- سد نسا
- سد هراز
- نیروگاه ارده
- نیروگاه پیران

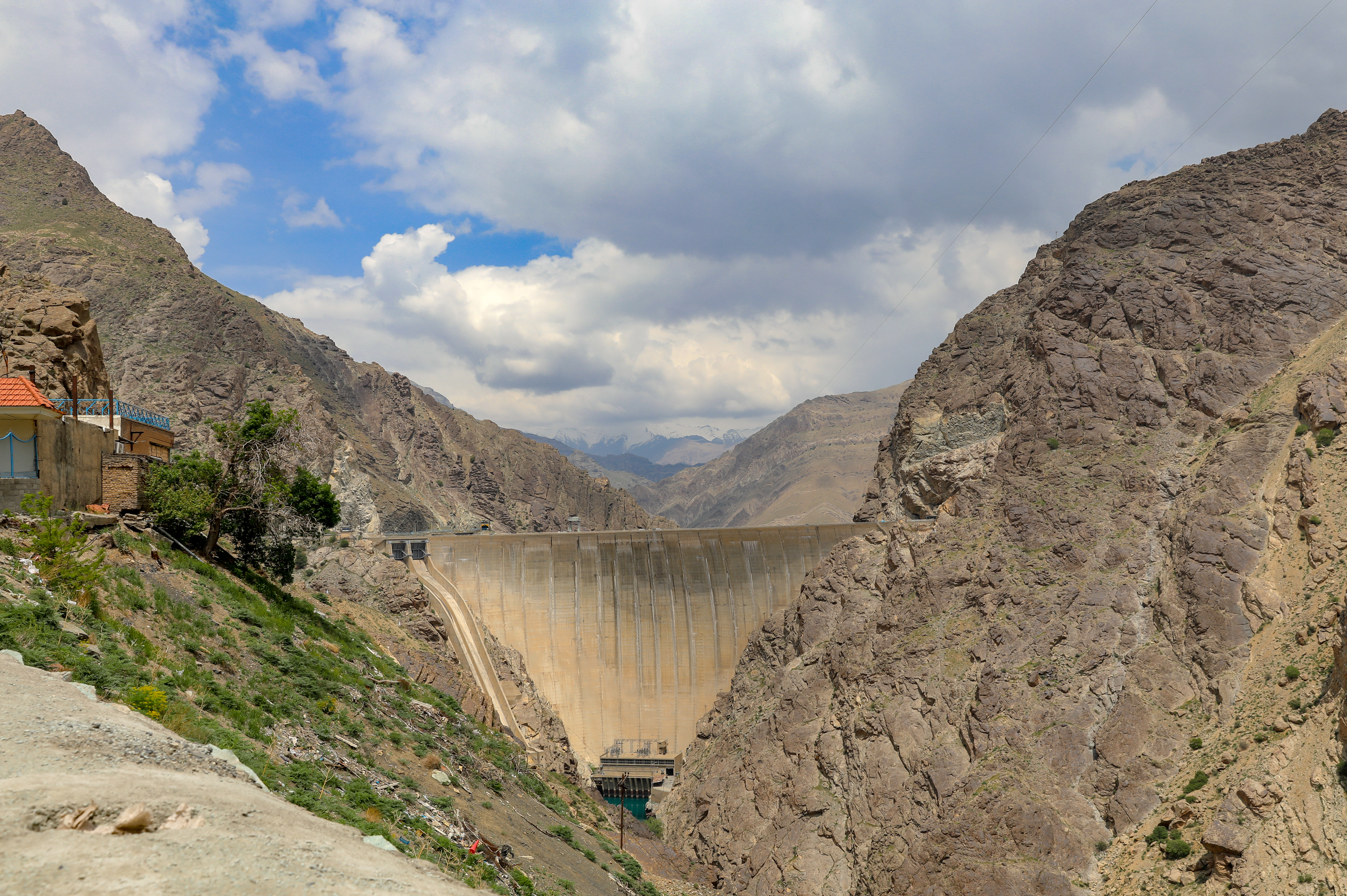
سد امیرکبیر

- نیروگاه تلمبه‌ای ذخیره‌ای سیاه‌بیشه
- نیروگاه سد شهید عباسپور
- نیروگاه کارون ۳
- نیروگاه کارون ۴
- نیروگاه کوهرنگ
- نیروگاه گاماسیاب
- نیروگاه گتوند
- نیروگاه مسجدسلیمان
- نیروگاه‌های زنجیره‌ای یاسوج

#### نیروگاه‌های خورشیدی

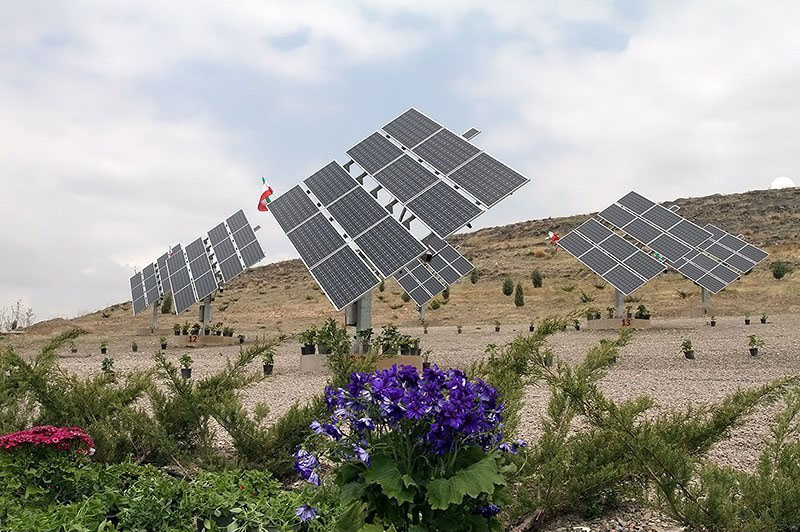
نیروگاه خورشیدی الهیه

- انرژی خورشیدی در ایران
  - نیروگاه خورشیدی اراک
  - نیروگاه خورشیدی الهیه
  - نیروگاه خورشیدی امیرکبیر
  - نیروگاه خورشیدی بیرجند
  - نیروگاه خورشیدی تبریز
  - نیروگاه خورشیدی جرقویه
  - نیروگاه خورشیدی خلیج فارس
  - نیروگاه خورشیدی شیراز
  - نیروگاه خورشیدی مکران
  - نیروگاه خورشیدی ملارد
  - نیروگاه خورشیدی یزد
  - نیروگاه خورشیدی طالقان

#### ایستگاه‌های انرژی زمین‌گرمایی
- نیروگاه زمین‌گرمایی مشگین‌شهر

#### نیروگاه‌های زیست‌سوختی
- نیروگاه زیست‌گاز شیراز

## پروژه‌ها
مزرعه بادی ۴۸ مگاواتی در جنوب غربی ایران، و نیروگاه خورشیدی ۱۲۵۰ مگاواتی که قرار است در نقاط مختلف ایران (شامل ۵۰۰ مگاوات در نزدیکی تهران) ساخته شود.
پارک خورشیدی استان خوزستان توسط کنسرسیومی متشکل از شرکت‌های ایرانی، هندی و کره جنوبی و نیروگاه خورشیدی ۵۰ مگاواتی در جزیره قشم توسط یک شرکت ایتالیایی ساخته می‌شود.
همچنین یک شرکت دانمارکی از ساخت تأسیسات توربین‌های بادی در ایران خبر داده و یک شرکت اسپانیایی قراردادی ۱۸ ماهه برای تأمین خدمات فنی با سازمان انرژی‌های تجدیدپذیر ایران (SUNA) منعقد کرده‌است.
سرپرست وزارت نیرو اخیراً اعلام کرده‌است که ایران در حال برنامه‌ریزی برای مناقصه ۱۰۰۰ مگاوات بادی و ۳۰۰۰ مگاوات پروژه خورشیدی است. این روند اواخر امسال آغاز خواهد شد و در چند مرحله انجام خواهد شد

## چارچوب نظارتی تجدیدپذیر
توسعه دهندگان زیرساخت و تأمین کنندگان تجهیزات به عنوان مثال، سازمان انرژی‌های تجدیدپذیر ایران (SUNA) سیاست تعرفه خوراک جدید خود را بر اساس معادل آلمانی الگوبرداری کرد و خرید برق توسط دولت را به مدت ۲۰ سال تضمین کرد و کاهش ۱۵ درصدی مالیات را برای شرکت‌هایی که از اجزای داخلی استفاده کنید اجرا کرده‌است.
وزارت انرژی که در سال ۱۹۷۵ تأسیس شد، نهاد اصلی مسئول تنظیم و اجرای سیاست‌های خدمات برق، انرژی‌های تجدیدپذیر، آب و فاضلاب در ایران است. وزارت انرژی توانیر را برای مدیریت و نظارت بر فعالیت‌های دولت در راه اندازی و توسعه صنعت برق تأسیس کرد که شامل شرکت‌های مختلف برق منطقه ای و همچنین SUNA می‌شود. SUNA که در سال ۱۹۹۶ تأسیس شد، در اصل تنها مسئول ارزیابی پتانسیل بخش انرژی‌های تجدیدپذیر ایران و تلاش برای جذب سرمایه گذاران بخش خصوصی با تضمین خرید هر گونه انرژی تجدیدپذیر تولید شده بود.
اما امروزه مسئولیت‌های SUNA افزایش یافته‌است و شامل عمل به عنوان مرجع نظارتی برای توسعه سیاست‌ها، صدور مجوز برای پروژه‌های تجدیدپذیر و انعقاد قراردادهای خرید برق («PPA») با توسعه‌دهندگان می‌شود. دولت در سال‌های اخیر سیاست‌ها و مکانیسم‌های قانونی را برای حمایت از بخش انرژی‌های تجدیدپذیر و تشویق توسعه دهندگان خصوصی به سرمایه‌گذاری معرفی کرده‌است.

## پتانسیل انرژی‌های تجدیدپذیر
در اوایل سال ۲۰۱۴، شرکت‌های آلمانی، کره جنوبی، دانمارکی و هندی شروع به بررسی دقیق انرژی‌های تجدیدپذیر کشور کردند.

#### برق آبی
انرژی برق آبی به عنوان یک جایگزین تجدیدپذیر در ایران در دهه ۱۹۵۰ ظهور کرد. ایران، برخلاف اکثر کشورهای خاورمیانه، خانه شبکه وسیعی از رودخانه‌ها است که به کشور اجازه داد تا زیرساخت‌های برق آبی خود را تا اوایل دهه ۲۰۰۰ به سرعت گسترش دهد. با این حال، خشکسالی‌های گسترده اخیر، ظرفیت برق آبی ایران را تا حد زیادی کاهش داده‌است. زمانی که ۱۴ درصد از بار پایه انرژی ایران را تأمین می‌کرد، منابع برق آبی به کمتر از ۵ درصد کاهش یافته‌است، زیرا سطح رودخانه‌ها همچنان پایین می‌آید. در نتیجه، معاون شرکت توانیر اخیراً اعلام کرد که تقریباً تمام ۵۰ نیروگاه برق آبی ایران یا تولید را متوقف کرده‌اند یا ظرفیت خود را کاهش داده‌اند.ایران پتانسیل تولید انرژی حاصل از منابع برق آبی بین ۲۳۰۰۰ تا ۴۲۰۰۰ مگاوات را دارد.

#### بادی
در حال حاضر با ۶۵۰۰ مگاوات ظرفیت نصب شده بالقوه، پتانسیل انرژی بادی ایران می‌تواند با پتانسیل بادی کشورهای بزرگ در حال توسعه بادی مانند فرانسه و بریتانیا رقابت کند. جای تعجب نیست که دولت ایران برق بادی را نسبت به دیگر کشورها در اولویت قرار داده‌است. منابع با توجه به توپوگرافی کشور و قابلیت‌های موجود ساخت و تولید.
شمال غرب و شمال شرق ایران به دلیل موقعیت استراتژیک خود در امتداد چندین کریدور اصلی باد، از جمله جریان‌های اقیانوس اطلس، مدیترانه و اقیانوس هند، بادهای شدیدی را در طول سال تجربه می‌کنند.
ایران موقعیت خوبی برای افزایش سریع بخش انرژی بادی خود دارد. این کشور در حال حاضر دارای ۱۵ مزرعه بادی است، و اکثریت قریب به اتفاق اجزای مورد استفاده برای توسعه این مزارع به صورت محلی تولید شده‌است. مطابق برآورد وزارت نیرو، ایران دارای پتانسیل فراوان تولید برق از منابع تجدیدپذیر است که ۴۹ هزار مگاوات مقدار مربوط به انرژی بادی است.

#### خورشیدی
بر پایه آمار وزارت نیرو ، پتانسیل ایران برای تولید برق برای انرژی خورشیدی در صورت فراهم شدن امکانات دست‌کم ۷۰ هزار مگاوات خواهد بود .برنامه ششم توسعه ایران همچنین نصب ۵۰۰ مگاوات ظرفیت جدید خورشیدی را تا سال ۲۰۱۸ پیش‌بینی کرده‌است. آب و هوای ایران متنوع است و بسیاری از مناطق آن خشک هستند. از آنجایی که مناطق جنوبی، شمال غربی و جنوب شرقی حدود ۳۰۰ روز در سال خورشید دریافت می‌کنند، به‌طور منحصر به فردی برای انرژی خورشیدی مناسب هستند. طبق گزارش‌ها، مجموعه ای از قراردادها با یک شرکت آلمانی ناشناس برای افزودن حدود ۵۵۰ مگاوات انرژی خورشیدی به شبکه برق در اوت ۲۰۱۴ امضا شد و در حال حاضر در حال توسعه است.
در حالی که سیاست‌های ایران برای انرژی بادی در کوتاه‌مدت تهاجمی‌تر است، برنامه‌هایی برای ظرفیت خورشیدی در بلندمدت بلندپروازانه است. برای مثال، توسعه‌دهنده انرژی ایرانی Sunir و یک شرکت اسپانیایی به نام Bester اخیراً برنامه‌هایی را برای گسترش چشمگیر پتانسیل خورشیدی ایران تا سال ۲۰۲۰ فاش کردند.
مشارکت شدید شرکای خارجی در پروژه‌های خورشیدی عملی و همچنین اقتصادی است. عدم دسترسی به فناوری‌های کلیدی خورشیدی مانند اینورترها برای کنترل ولتاژ و نیمه هادی‌های مناسب پیشرفته، چالش‌های لجستیکی را برای شرکت‌های داخلی ایرانی ایجاد کرده‌است. با لغو تحریم‌ها، شرکت‌های ایرانی دسترسی بیشتری به طیف وسیع‌تری از فناوری‌های خورشیدی پیچیده‌تر و تأمین مالی برای خرید و توسعه آن‌ها دارند. مزایای فوری نصب سریع آنها خواهد بود و در دراز مدت، این کشور احتمالاً از به دست آوردن توانایی تولید مقدار قابل توجهی از زیرساخت‌های خورشیدی خود در داخل کشور سود خواهد برد.
زمین گرمایی
کارشناس انرژی زمین گرمایی مرتضی قمشه ای با بیان این که میناب، لار، کازرون، بیابانک و محلات از دیگر نقاط دارای پتانسیل انرژی زمین گرمایی در کشور هستند، اضافه کرد: قرار گرفتن ایران در کمربند زمین لرزه، این امکان را در اختیار ما قرار داده است. قمشه ای با اشاره به این که هم اکنون 20 کشور جهان نیروگاه های نصب شده زمین گرمایی دارند، ظرفیت تولید برق این نیروگاه ها را 10 هزار مگاوات عنوان کرد و خاطر نشان کرد: این ظرفیت به صورت انرژی الکتریکی استحصال می شود.

## چالش‌ها
بخش انرژی‌های تجدیدپذیر در ایران برای دستیابی به پتانسیل با چالش‌های مهمی مواجه است.

### تأمین مالی
تأمین مالی پروژه‌های تجدیدپذیر در ایران یک چالش مهم است. در داخل کشور، بانک‌های داخلی ایرانی آمادگی ارائه فاینانس پروژه را ندارند و فقط وام‌هایی با نرخ بهره بسیار بالا (حدود ۲۰ درصد) ارائه می‌کنند. علاوه بر این، با توجه به کاهش قیمت جهانی نفت، دولت ایران تنها آمادگی تأمین مالی فوری‌ترین پروژه‌ها را از طریق صندوق توسعه ملی دارد.
در سطح بین‌المللی، بخش مالی جهانی به دلیل تحریم‌های آمریکا که همچنان پابرجاست، هنوز برای تأمین مالی پروژه‌ها در ایران مردد است. با این حال، پتانسیل بانک‌های بین‌المللی کوچکتر و آژانس‌های اعتبار صادراتی برای تأمین مالی پروژه‌های انرژی‌های تجدیدپذیر در ایران وجود دارد.

### قابلیت‌های محلی
توسعه دهندگان محلی در مقایسه با سایر حوزه‌ها که در آن انرژی‌های تجدیدپذیر توسعه یافته تر است، فاقد تجربه و دانش هستند. علاوه بر این، در کشوری که بیشتر انرژی توسط سوخت‌های فسیلی تولید می‌شود، کمبود دانش در مورد مزایای انرژی‌های تجدیدپذیر، به‌ویژه در مناطق روستایی وجود دارد.

### چارچوب نظارتی
مقررات فعلی موجود هنوز به‌طور کامل آزمایش نشده‌است. هنوز پروژه‌های انرژی تجدیدپذیر کافی در ایران وجود نداشته‌است تا درک کاملی از نحوه اعمال مقررات به دست آورده شود. همچنین خطر مواجهه با تاخیرهای اداری و تشریفات اداری وجود دارد که ایران را در رتبه ۱۱۸ (از بین ۱۸۹ کشور) در گزارش بانک جهانی «سهولت انجام تجارت» در سال ۲۰۱۶ قرار داده‌است.

### تملک زمین
برای پروژه‌های انرژی تجدیدپذیر، مکان یک ملاحظه کلیدی است. با این حال، تملک زمین‌های دولتی یا خصوصی در ایران می‌تواند برای توسعه دهندگان کاری زمان بر و پرهزینه باشد. به‌طور کلی، استاندارد بازار این است که زمین توسط دولت ارائه شود.